# Galanterie
 (juillet 2020).
Si vous disposez d'ouvrages ou d'articles de référence ou si vous connaissez des sites web de qualité traitant du thème abordé ici, merci de compléter l'article en donnant les références utiles à sa vérifiabilité et en les liant à la section « Notes et références ».

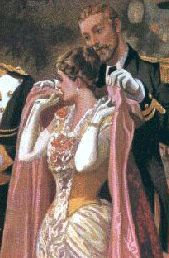
L'origine de la galanterie est liée à l'aristocratie.

Au XVIIe siècle, la galanterie est une manière d'être en société. C'est une attention particulière portée à autrui, par les gestes, l'écoute et la discussion. C'est une attitude relationnelle qui a pour but la pacification des relations et se développe à la suite des guerres de Religion et son cortège de violences. À l'origine, sous Louis XIV, elle concerne plus largement la cour et serait vécue comme une forme de politesse et de savoir-vivre, mais elle est surtout considérée aujourd'hui comme un moyen de séduction.
Dans l'imaginaire moderne la galanterie est synonyme de séduction. C'est un attribut masculin dont les femmes sont l'objet. Le Petit Robert définit la galanterie comme une forme de « courtoisie empressée auprès des femmes ». Il s'agirait ainsi d'un code de conduite autour de l'être aimé et un moyen de conquête de la femme désirée. La galanterie induit de la douceur dans une attitude virile et s'exprime par des propos allant du compliment à la flatterie.

## De l'attention à la séduction
À sa naissance au XVIIe sièce, la galanterie est une véritable révolution libératrice pour les femmes françaises.
La galanterie pour la femme de lettres Madeleine de Scudéry (1607-1701) et d’autres autrices qui vont la suivre, c’est la retenue, la maîtrise de soi dans les sentiments. Le contraire de la passion amoureuse destructrice des tragédies de Racine. Devenue mythe national, la galanterie à la française, et sa subtilité, est opposée à l’amour à l’espagnole, avec sa jalousie et ses emportements flamboyants.
La galanterie est aussi un véritable outil d’émancipation au service des femmes sous l’Ancien Régime. Elles se retrouvent dans des salons, conversent, avec des hommes parfois, des amitiés se nouent et on débat de grandes questions philosophiques sur l’amour avec un grand A.
La galanterie se présente de manière réductrice comme un ensemble de manières développées par un homme en vue de faciliter les déplacements, les mouvements ou l'habillement d'une femme. Elle consiste, par exemple, à laisser la priorité à la femme sur le seuil d'une porte, à lui céder sa place dans les transports en commun ou à l'aider à porter ses bagages. Plus généralement, il s'agit d'être prévenant et attentionné à l'égard des femmes et de leur témoigner du respect et de la considération. Certains gestes comme le baisemain expriment aussi cette déférence de l'homme envers la femme. La galanterie peut enfin s'étendre aux dépenses de sorties mondaines où l'homme assurera les frais, quelle que soit la situation maritale ou affective du couple.
La galanterie concerne parfois des agents extérieurs à la relation entre individus de sexes opposés. Par exemple, lors du service d'un repas, le serveur ou la serveuse considérera que les hommes sont galants et accordera la priorité de son service aux femmes.
Pour l'universitaire Claude Habib, qui propose une lecture anthropologique de la galanterie, elle serait un juste milieu développé à l'origine dans la civilisation française entre les deux extrêmes que représenteraient le machisme méditerranéen, qui se caractérise par une hyper-érotisation de l'espace public (la drague), et l'apparente indifférence nordique, qui se caractérise par l'absence totale d'érotisation de l'espace public et le refoulement puritain de l'érotisme dans la pornographie. Érotisme léger et diffus, la galanterie est donc une séduction douce des hommes envers les femmes consistant à témoigner à ces dernières un respect, des attentions et des égards particuliers.

## La courtoisie dans l'histoire

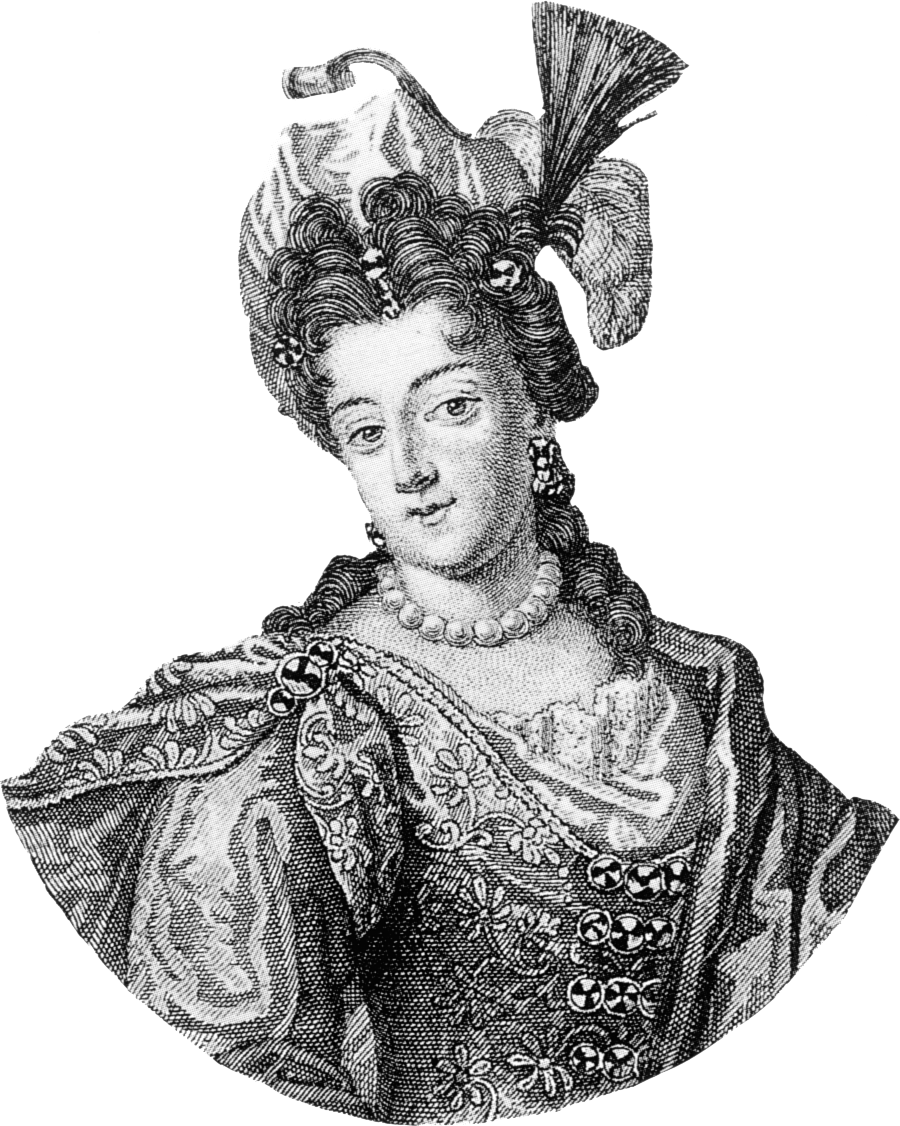
Mademoiselle de Scudéry.

Il semble que la galanterie ait une double origine.
La première influence est celle de l'Amour courtois qui se développe à partir du XIIe siècle dans des cours comme celle d'Aliénor d'Aquitaine ou Marie de Champagne (cette dernière fut le mécène de Chrétien de Troyes). Les poètes médiévaux, troubadours et trouvères, qui écrivent pour des femmes de haut rang chantent les mérites d'un nouvel art d'aimer. Il s'agit de faire honte aux pratiques brutales de certains hommes (enlèvements) et de les conduire non seulement à respecter les femmes mais même à les considérer comme leurs suzeraines naturelles, sur le modèle des rapports féodaux. Le chevalier se doit d'être au service de sa dame en toutes circonstances. Cette conception de l'amour trouvera encore des échos au XIVe siècle chez Dante (rôle central de Béatrice dans Vita Nuova et la Divine Comédie) et Pétrarque (rôle central de Laure dans Le Canzoniere) et à travers ce dernier sur toute la littérature amoureuse de la Renaissance (Ronsard, Du Bellay…).
La deuxième influence est celle des salons du XVIIe siècle, comme celui de Madeleine de Scudéry, où se réunissent, sous l'égide d'une grande dame, les écrivains et les artistes de l'âge baroque et de l'âge classique. Dans ce contexte, se développe la galanterie proprement dite qui ressemble beaucoup à la courtoisie médiévale mais s'en distingue tout de même par plus de légèreté et une moindre influence du néo-platonisme. Voir Préciosité pour cette période.
L’origine du mot viendrait tout d’abord de l’ancien français Gale, désignant la réjouissance, le plaisir et l’amusement. Il est bien connu que la Cour de Louis XIII et celle de Louis XIV passaient beaucoup de temps à se divertir grâce à toute sorte de jeux, de loisirs et aimaient les grandes fêtes fastueuses et frivoles. Ainsi la galanterie s’établit dans ce contexte de jeu spirituel, de divertissements mondains de l’esprit pour devenir une esthétique à part entière. En assimilant le public mondain au premier sens du terme Gale, l’adjectif « galant » est de plus venu qualifier des personnes honnêtes, de bonne grâce, qui ont des manières agréables, de l’esprit, du jugement, de la civilité, de la gaieté, et qui s’évertuent à plaire.

## La galanterie en littérature
La galanterie peut s’établir comme un climat dans lequel se développent un art de plaire et un art de dire, se transformant sans peine en art d’écrire. La galanterie représente donc à la fois un idéal particulier de la société mondaine, et un idéal de création littéraire.
Pour ce qui est des ouvrages dits « de galanterie », ils sont écrits pour — et souvent même par — un public de gens du monde. Des noms comme ceux de Vincent Voiture et Paul Pellisson sont à l’origine d’une révolution artistique dans cette littérature du XVIIe siècle. Selon Alain Viala, la naissance d’un mouvement littéraire à part entière prend forme grâce à une femme — Madeleine de Scudéry —, à un homme — Paul Pellisson —, à un ouvrage — Œuvres de Monsieur Sarasin —, et à un discours qui théorise un mot : la galanterie.
La naissance d’une littérature galante se veut dans l’alliance d’une écriture au contenu sérieux et de genres mineurs divertissants. L’émergence de ces petits genres correspond également à la volonté du nouveau public lettré requérant de courts ouvrages pour leur lecture tout en exigeant une certaine instruction. La galanterie permet donc d’articuler efficacement le social et la poétique au travers d’un corpus très varié et difficile à répertorier suivant des genres, des thématiques ou des points communs, si ce n’est l’esthétisation d’une forme de jeu spirituel prôné par les mondains. La délicatesse, l’agrément mais aussi l’autodérision sont autant de modalités présentes dans les œuvres galantes, suivant la définition première de Gale désignant le jeu et de ce fait la feinte, l’amusement, le paraître et la connaissance. La littérature galante se voit toutefois critiquée par les classiques et se place au cœur de la célèbre querelle entre les anciens et les modernes !

## La galanterie, ses détracteurs, ses défenseurs
Au XVIIIe siècle, la galanterie, jugée trop progressiste, fut la cible de personnalités comme Jean-Jacques Rousseau qui s'indignait, dans sa Lettre à D'Alembert, de voir les Français, du fait de leur galanterie, accorder tant d'importance à l'esprit et au jugement des femmes. Depuis, elle peut être perçue comme archaïque. Certaines personnes considèrent que le caractère sexiste et donc discriminatoire de la galanterie est une atteinte à l'égalité entre les hommes et les femmes. Simone de Beauvoir, figure emblématique du féminisme français du XXe siècle, dans son ouvrage Le Deuxième Sexe écrit à propos de la galanterie qu'elle est une contrepartie héritée des sociétés patriarcales visant à maintenir la femme dans son état d'asservissement.
Pour Peter Glick et Susan Fiske, deux chercheurs en psychologie sociale ayant travaillé sur le sexisme ambivalent, la galanterie est une forme de sexisme bienveillant, plus insidieux que le sexisme hostile mais avec les mêmes effets. Comme le soulignent Marie Sarlet et le professeur Benoît Dardenne, responsable du service de psychologie sociale de l'Université de Liège, il est plus facile de maintenir des inégalités à travers une influence bienveillante et persuasive qu'en usant de moyens plus hostiles.
A l'inverse, dans son ouvrage Les Mots des femmes : essai sur la singularité française, l'historienne Mona Ozouf critique le féminisme égalitaire dit « à l’américaine », en opposant un commerce heureux entre les sexes à la judiciarisation excessive de leurs rapports telle qu’elle existe aux États-Unis. Selon elle, ce féminisme serait un apport étranger, en décalage avec la singularité des mœurs françaises issues du modèle aristocratique de la galanterie française.

Elisabeth Badinter semble du même avis, dans XY (1992) :
« Le rapport entre hommes et femmes en France est plus doux, plus solidaire, plus empreint de séduction que dans d’autres cultures européennes. Rien ne fait plus horreur aux Français, hommes et femmes, que la guerre des sexes ou la séparation physique entre eux. »

## Critiques
Cependant, la galanterie, surtout depuis le XIXe siècle, serait une façon de déguiser le sexisme et l'infériorisation des femmes dans la société. L'historienne Michelle Perrot expliquait les limites de la galanterie : « Une domination particulière des hommes sur les femmes dans notre pays. On vous ouvre la portière et on vous donne des fleurs : ce qui est toujours une manière de mettre les femmes de côté, et qui l’a été pendant longtemps. Je crois qu’il faut y réfléchir beaucoup »,.
La galanterie serait ainsi une forme de « sexisme bienveillant ».
Ce concept servirait aussi à « légitimer des actes de violence sexiste et sexuelle. Avec une galanterie à la française, on a une culture du viol à la française, comme le démontre une étude ».

## Vocabulaire associé
- Synonymes : un homme galant sera également dit « courtois » ou « chevaleresque ». Ce dernier mot étant plus fort, il sera réservé à des cas où, par exemple, un homme vient spontanément au secours d'une femme agressée. Ces deux termes renvoient aux origines aristocratiques de la galanterie, qui s'est d'abord développée dans les cours royales ou princières (courtoisie), et dans le cadre des valeurs de la chevalerie.
- Traduction : le gentleman est un équivalent en anglais de l'homme galant.
- Antonymes : mufle, goujat désignent des individus dont le comportement se situe à l'opposé des pratiques de la galanterie.

## Un tout autre sens
Dans le contexte des relations amoureuses voire sexuelles, la galanterie peut aussi être synonyme de prostitution. De la même manière le terme peut aussi désigner des maladies vénériennes.
Ces sens du mot sont tout de même très datés : cela concerne surtout les XVIIIe et XIXe siècles, des époques où certaines courtisanes avaient pignon sur rue et où certains hommes se flattaient de leurs conquêtes féminines parmi les demi-mondaines.